# 万力公園
万力公園（まんりきこうえん）は、山梨県山梨市万力にある都市公園（総合公園）である。山梨市により維持管理されている。根津公園とも呼ばれる。

## 地理・歴史
甲府盆地の北東、山梨市を南北に流れる笛吹川中流域右岸に位置し、標高はおよそ330 - 350 m。奥秩父山塊の甲武信ヶ岳と国師岳を水源とする笛吹川は同公園付近でたびたび洪水を起こし、甲斐国を治めていた武田信玄の時代の頃、この地に防水林として赤松が植えられたと伝わり、同時期に雁行堤防（霞堤）も築かれ、その一部は現在でも残っている。こうして出来た防水林は万力林と呼ばれるようになり、近代に入り公園として整備され万力公園となった。「万力」という地名は防水林や雁行堤防を作った当時の人々により、「万人の力を合わせ強固な堤を造り守っていく」という願いを込め名付けられた。
敷地面積は約14 ha で、比較的平坦地であるにもかかわらず耕地化、宅地化されずに防水林として長年維持され、前述した赤松を中心とした雑木林が残っている。公園敷地は笛吹川右岸に沿うような細長い形状になっており、公園の北端には笛吹川の水を引いた人造湖「ちどり湖」が設けられ、湖から流れ出す小川が公園内の雑木林を流れる。
園内には前述した「ちどり湖」でボートや釣りが楽しめ、ふれあい動物広場、噴水広場、子供の広場などが設けられ休日を中心に家族連れで賑わう。また、緑豊かな雑木林内に散策路が、春の道、夏の道、秋の道と3コース設けられ森林浴を楽しむこともできる。また、公園の北約1 kmの笛吹川岸には古今和歌集に詠まれた名所、差出の磯があることから、万葉の森の別名がつけられ、万葉歌碑や万葉集に詠われた植物110余種が自生するなど、かつての甲府盆地の面影を色濃く残す都市公園になっている。

## 自然
当公園は地域住民を水害から守るために保全された防水林であり、長期間にわたり人為的な手が加えられることがなかったので、甲府盆地本来の植生を色濃く残す雑木林で覆われている。春には新緑を、秋にはモミジをはじめ様々な紅葉・黄葉を見ることができる。また、毎年6月中旬頃には園内を流れる小川にホタルが飛び交い、夜間であっても交通の便が良いためホタル鑑賞へ訪れる人も多い。なお、全域が鳥獣保護区に指定されている。

## 園内施設

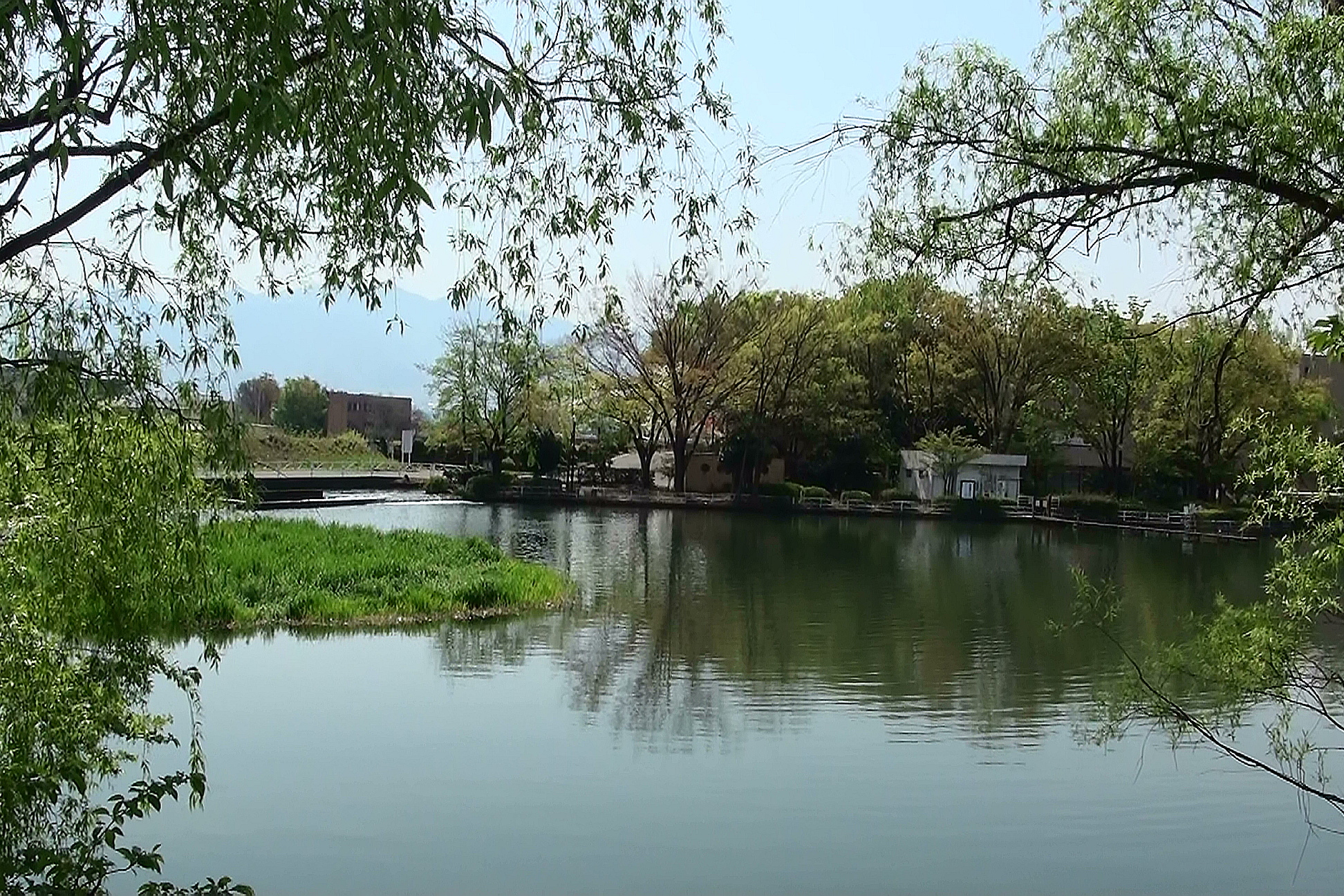
ちどり湖

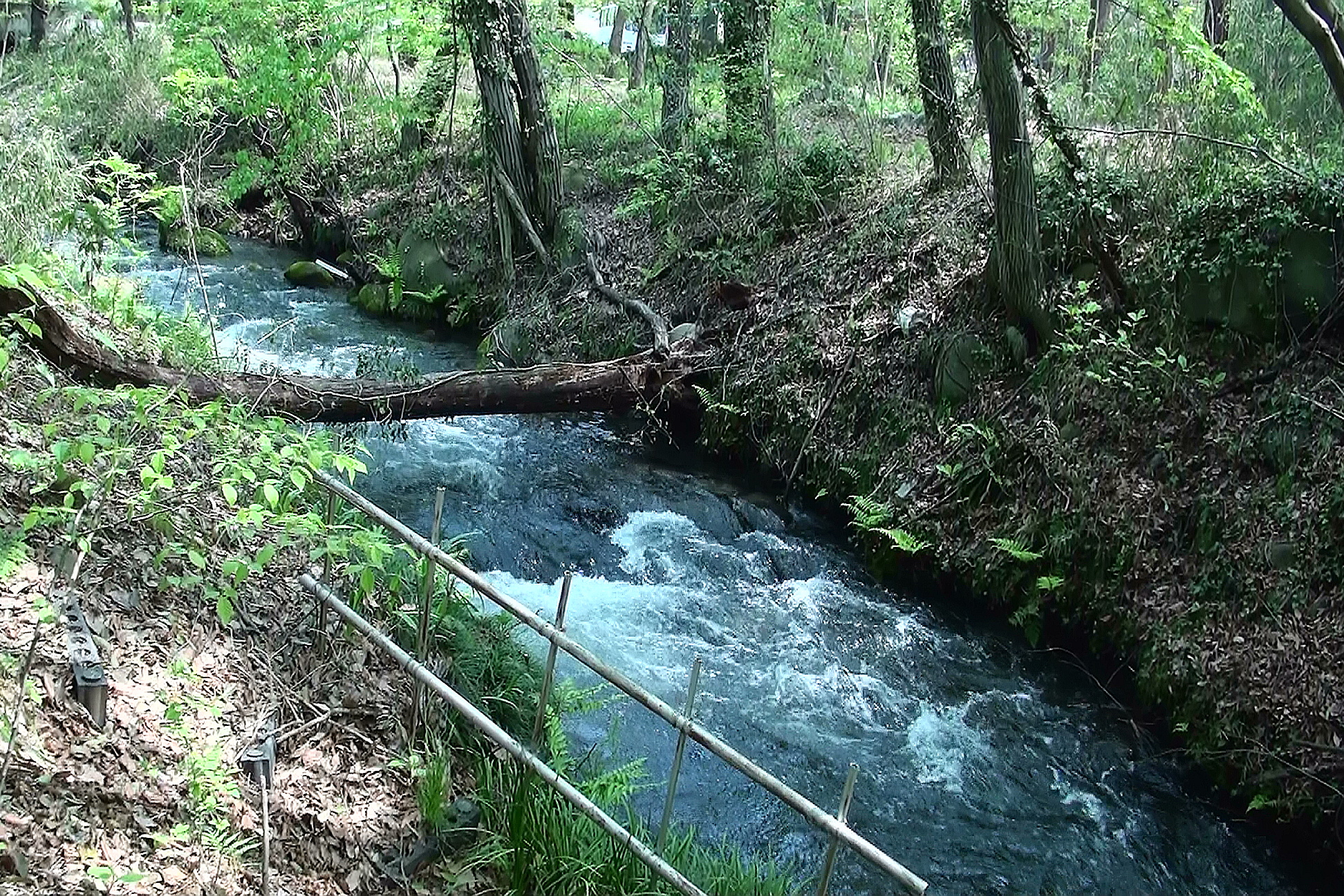
雑木林を流れる小川

公園は年中無休・入園無料。ただし一部施設については別途利用日時・料金が定められている。
- 公園管理事務所
- せせらぎ広場
- 根津嘉一郎銅像（鉄道王と称される初代根津嘉一郎は、同公園の南隣、旧正徳寺村の出身。根津公園と根津橋は根津嘉一郎から名付けられた）
- シカ放飼場
- 噴水広場
- ふれあい動物広場
- ピクニック広場
- 子供の広場
- 散策路（春の道、夏の道、秋の道）
- ちどり湖（貸しボート、釣り）
- 山梨市市民会館

### ふれあい動物広場
約40種類。アライグマ、プレーリードッグ、マーラ、フラミンゴ、シマリス、ウサギ、サル、シカ、ヤギなど。

## 交通・周辺

### 交通
- 中央本線山梨市駅より北口左方面の橋の対岸。徒歩約5分、山梨市営バス約2分
- 中央自動車道勝沼インターチェンジまたは一宮御坂インターチェンジより約20分

### 周辺
- 根津記念館
- 山梨県笛吹川フルーツ公園
- 横溝正史館